# Беи, Симфора
Симфора Беи (фр. Symphora Béhi; род. 22 марта 1986, XX округ Парижа) — французская легкоатлетка, специалистка по бегу на короткие дистанции. Выступала на профессиональном уровне в 2002—2014 годах, победительница и призёрка ряда крупных международных стартов, участница чемпионата мира в Берлине.

## Биография
Симфора Беи родилась 22 марта 1986 года в Париже, Франция.
Начиная с 2002 года регулярно выступала на крупных юношеских национальных стартах.
Впервые заявила о себе на международном уровне в сезоне 2003 года, когда вошла в состав французской сборной и выступила на Европейском юношеском олимпийском фестивале в Париже, где превзошла всех соперниц в зачёте бега на 200 метров.
В 2004 году на юношеском мировом первенстве в Гроссето вместе с соотечественницами стала шестой в эстафете 4×400 метров.
В 2005 году на юниорском европейском первенстве в Каунасе дошла до полуфинала в беге на 200 метров и выиграла бронзовую медаль в эстафете 4×100 метров.
В 2007 году на молодёжном европейском первенстве в Дебрецене завоевала серебряную награду в программе эстафеты 4×400 метров, уступив в финале только команде России.
В 2009 году в беге на 400 метров дошла до полуфинала на чемпионате Европы в помещении в Турине, в 200-метровой дисциплине финишировала четвёртой на Средиземноморских играх в Пескаре, третьей на чемпионате Франции в Анже. Бежала эстафету 4×400 метров на чемпионате мира в Берлине, в финале показала шестой результат.
Завершила спортивную карьеру по окончании сезона 2014 года.